# دانيال كارتر بيرد
دانيال كارتر «العم دان» بيرد (بالإنجليزية: Daniel Carter Beard)‏ (21 يونيو 1850 - 11 يونيو 1941) كان مصور ومؤلف وزعيم الشباب ومصلح اجتماعي أمريكي أسس البرنامج الشبابي أبناء دانيال بون في عام 1905 واندمج دانيال كارتر بيرد في وقت لاحق مع الكشافة الأمريكية (Boy Scouts of America).

## روابط خارجية
- دانيال كارتر بيرد على موقع الموسوعة البريطانية (الإنجليزية)

- Info on Beard from The Columbia Encyclopedia
- مؤلفات Daniel Carter Beard في مشروع غوتنبرغ
- أعمال أو نبذة عن دانيال كارتر بيرد على أرشيف الإنترنت
- أعمال دانيال كارتر بيرد في ليبري فوكس
- Info on Daniel Beard Masonic Scouter Award
- The Boy Pioneers: Sons of Daniel Boone full text
- The Outdoor Handy Book
- The American Boy's Handy Book
- Field and Forest Handy Book
- Shelters, Shacks, Shanties
- DANIEL CARTER BEARD MALL
- Info on Beard from Dan Beard Home
- Full text of The American Boy's Book of Signs, Signals and Symbols, J.B. Lippincott Company, 1918.